# Elefantbar
Elefantbar er en årligt tilbagevendende fredagsbar, arrangeret af Arkitektskolen Aarhus' festforening Arkibal. Ligesom Kapsejlads på Aarhus Universitet, er Elefantbar en årligt tilbagevendende festlig begivenhed i Aarhus, for byens studerende. 
Elefantbar blev stiftet 9. november 1990 på Afdeling M, Nørreport 20. Ideen udsprang af teorien om ”less is more". Det eneste der kunne købes i baren, hvor der kun blev spillet rockmusik, var elefantøl og filterløse cigaretter.  Baren har siden da vokset sig større og større. Da skolens egne lokaler blev for små rykkede Elefantbar til Ridehuset,og i 2013 flyttede den til Train. I 2013 havde Elefantbar 2400 besøgende, 2014 opførte Arkibal den største DJ-pult i spillestedet Trains historie.
Da DR P3s radioprogram Gandhi i november 2014 afholdte GANDHI Awalk, en fredsparade i Aarhus, bidrog Arkibal med en 1:1 elefant efter P3s eget ønske. 

## Fodnoter
1. ↑  "Arkibal". Arkiveret fra originalen 4. marts 2016. Hentet 20. januar 2021.
2. ↑  "Arkibal præsenterer: ELEFANTBAR". Arkiveret fra originalen 14. oktober 2013. Hentet 20. januar 2021.
3. ↑  "ELEFANTBAR | Århus - EventViva". Arkiveret fra originalen 13. december 2014. Hentet 2. december 2014.
4. ↑  "TRAIN | Kalender". Arkiveret fra originalen 5. november 2020. Hentet 20. januar 2021.
5. 1 2  "ELEFANTBAR | StudArk". Arkiveret fra originalen 23. december 2014. Hentet 2. december 2014.
6. ↑  "GANDHI DR P3". Arkiveret fra originalen 1. november 2014. Hentet 2. december 2014.